# Myrmeleon (Myrmeleon) clothilde
Myrmeleon (Myrmeleon) clothilde is een insect uit de familie van de mierenleeuwen (Myrmeleontidae), die tot de orde netvleugeligen (Neuroptera) behoort. 
Myrmeleon (Myrmeleon) clothilde is voor het eerst wetenschappelijk beschreven door Banks in 1913.